# Alles Super!
Alles Super! (engl. Originaltitel: Brilliant) ist ein Kinderbuch des irischen Schriftstellers Roddy Doyle. Die Originalausgabe mit Illustrationen von Chris Judge erschien am 29. Januar 2015 im Verlag Macmillan Children’s Books. Die deutsche Erstausgabe in der Übersetzung von Bettina Obrecht mit Illustrationen von Rosa Linke erschien am 23. März 2015 im cbj Verlag.

## Inhalt
Die Geschwister Gloria und Raymond Kelly wachsen mit ihren Eltern und ihrer Großmutter in Dublin auf. Eines Tages verkündet ihre Mutter, dass ihr Onkel Ben für eine kurze Weile bei ihnen einziehen wird. Deswegen sollen sich Gloria und Raymond ein Zimmer teilen. Die beiden haben ihren Onkel Ben sehr gern und freuen sich über die Neuigkeiten. 
Aber Onkel Ben ist verändert und nicht mehr so fröhlich wie früher. Aufgrund der Wirtschaftskrise musste er sein Geschäft schließen und kann sich sein Haus nicht mehr leisten. Onkel Ben ist auf Hilfe angewiesen. 
Gloria und Raymond belauschen am Abend ein Gespräch ihrer Eltern und Großmutter am Küchentisch. Die Großmutter behauptet, der „schwarze Hund“ wäre Ben und vielen anderen Bewohnern Dublins auf den Rücken gekrochen und hätte der Stadt das Narrenbein gestohlen. Er sei der Verursacher von Depressionen und würde den Leuten das Lachen nehmen. 
Gloria und Raymond beschließen, dass sie etwas unternehmen müssen: Sie wollen den schwarzen Hund aus Dublin vertreiben und der Stadt das Narrenbein zurückgeben. Gemeinsam mit Ernie O’Driscoll, einem Nachbarsjungen, machen sich die beiden in selbiger Nacht noch auf die Suche nach dem schwarzen Hund. Auf dem Weg schließen sich ihnen viele andere Kinder an. Alle haben jemanden in ihrer Umgebung, den sie wieder glücklich sehen wollen. 
Die Kinder finden heraus, dass „super“ das Zauberwort ist, um den schwarzen Hund zu vertreiben. Sobald man es ausspricht, hellt sich die düstere Stimmung auf und der schwarze Hund entfernt sich von der Stadt. Am Ende bekommen die Kinder Unterstützung von den Tieren aus dem Zoo und schaffen es, den schwarzen Hund endgültig in die Flucht zu schlagen. Und am nächsten Tag können die Leute in Dublin wieder lachen.

## Rezeption
Das Buch wurde in unterschiedlichen Medien positiv aufgenommen. Unter anderem wurde hervorgehoben, dass es Kindern einen gewissen Gruseleffekt bescheren würde, ohne sie zu sehr zu beunruhigen und die Wahl des Themas gelobt. 

„Sehr schön halten Wohliges, Gruseliges und für Kinder Beruhigendes sich die Waage. Form und Inhalt korrespondieren aufs Feinste.“

„Roddy Doyle packt - unter einem leider eher irreführenden deutschen Titel - ein Thema an, das viele Menschen angeht: Depressionen.“